# (9534) 1981 TP
1981 تي بي (ويعرف أيضًا باسم (9534) 1981 تي بي وفق تسمية الكوكب الصغير) (بالإنجليزية: 1981 TP)‏ هو كويكب ضمن حزام الكويكبات؛ وترتيبه 9534 من حيث الاكتشاف.
اكتُشف هذا الجُرم الفلكي بواسطة نورمان جي. توماس في 4 أكتوبر 1981.

## وصلات خارجية
- (9534) 1981 TP في قاعدة بيانات مختبر الدفع النفاث لأجرام النظام الشمسي الصغيرة

- الاكتشاف · مخطط المدار ·  العناصر المدارية · المعلمات المادية

- (9534) 1981 TP على موقع ويكي سكاي: DSS2, SDSS, GALEX, IRAS, Hydrogen α, X-Ray, Astrophoto, Sky Map, Articles and images